# Cornelius Ryan
Cornelius Ryan (ur. 5 czerwca 1920 w Dublinie, zm. 23 listopada 1974 w Nowym Jorku) – amerykański dziennikarz irlandzkiego pochodzenia, jeden z najwybitniejszych twórców reportażu historycznego. O sobie mówił: „Nie piszę o wojnie, lecz o ludzkiej odwadze”.

## Życie i twórczość
Urodził się w Dublinie, gdzie uczęszczał do Irish Academy of Music. W 1940 przeniósł się do Londynu i w 1941 został korespondentem wojennym gazety „The Daily Telegraph”. Początkowo zajmował się 
wojną w powietrzu, odbył 14 lotów bojowych na bombowcach 8. i 9 Armii Sił Powietrznych Armii Stanów Zjednoczonych (USAAF), potem dołączył do 3 Armii generała George'a Pattona. W 1945 r. przeniósł się na Pacyfik, a w 1946 do Jerozolimy.
W 1947 r. wyemigrował do Stanów Zjednoczonych, gdzie pracował dla tygodnika „Time Magazine” i innych gazet. W 1950 r. otrzymał obywatelstwo amerykańskie. Był żonaty z Kathryn Morgan (1925−1993).
Najbardziej znane powieści jego autorstwa to: Najdłuższy dzień (The Longest Day, 1959) opisująca wydarzenia D-Day, O jeden most za daleko (A Bridge Too Far, 1974) przedstawiająca szczegóły operacji Market Garden oraz Ostatnia Bitwa (The Last Battle, 1966) dotycząca bitwy o Berlin. Po śmierci ukazała się jego ostatnia książka: Prywatna bitwa dotycząca jego zmagania z rakiem.

## Ekranizacje
- Najdłuższy dzień − film z 1962
- O jeden most za daleko − film z 1977